# Futabasha
Futabasha Publishers Ltd. (株式会社双葉社 Kabushiki Gaisha Futabasha?) es una editorial japonesa con sede en Higashigokenchō, Shinjuku, Tokio.

## Lista de revistas publicadas
| Nombre                                             | Género                                     | Frecuencia  | Fecha de publicación | Primer número          |
| -------------------------------------------------- | ------------------------------------------ | ----------- | -------------------- | ---------------------- |
| &home                                              | Hogar                                      | Trimestral  | Ene, abr, jul, oct   | 15 de abril de 2004    |
| Action Pizazz (アクション ピザッツ?)               | Manga seinen                               | Mensual     | 21                   |                        |
| Comic High! (コミックハイ！?)                      | Manga seinen                               | Mensual     | 22                   | 2 de marzo de 2004     |
| JILLE                                              | Moda                                       | Mensual     | 12                   | noviembre de 2001      |
| EX Taishū (EX大衆?)                                | Revista para hombres                       | Mensual     | 15                   | julio de 2005          |
| Jour Suteki na Shufu tachi (JOURすてきな主婦たち?) | Manga Josei                                | Mensual     | 2                    | abril de 1985          |
| Monthly Manga Town (月刊まんがタウン?)             | Manga Seinen (manga 4-koma para Salarymen) | Mensual     | 5                    | 5 de noviembre de 2000 |
| Men's YOUNG (メンズヤング?)                        | Seinen manga                               | Mensual     | 30                   | mayo de 1995           |
| Pachinko Kōryaku Magazine (パチンコ攻略マガジン?)  | Juegos de pachinko                         | Semimensual | 2.º y 4.º jueves     | abril de 1989          |
| Pachisuro Kōryaku Magazine (パチスロ攻略マガジン?) | Máquinas de juego                          | Mensual     | 7                    | septiembre de 1993     |
| Photokon Life (フォトコンライフ?)                  | Fotografía                                 | Trimestral  | Mar, jun, sep, dic   |                        |
| Shōsetsu Suiri (小説推理?)                         | Revista de novelas                         | Mensual     | 27                   |                        |
| Weekly Taishū (週刊大衆?)                          | Revista para hombres                       | Semanal     | Lunes                |                        |
| Soccer Hihyō (サッカー批評?)                       | Fútbol                                     | Trimestral  | Mar, jun, sep, dic   |                        |
| Manga Action (漫画アクション?)                     | Manga Seinen                               | Semimensual | 1.er y 3.er martes   | 7 de julio de 1967     |
| Crossword Day (クロスワードDay?)                   | Crucigramas                                | Mensual     | 2                    |                        |
| Figue Beauty                                       | Revista de belleza                         | Irregular   |                      | 2013                   |

- Bravo Ski
- Comic Seed!
- Futabasha Web Magazine
- Manga Action ZERO
- Tōji Rō
- Getter Robot Saga

## Manga
- 4koma Manga Kingdom
- Bar Lemon Heart
- Crayon Shin-chan
- Tsumi to Batsu: A Falsified Romance
- Kodomo no Jikan
- Koizora
- Lupin III
- Lone Wolf and Cub
- Otōto no Otto
- Okitenemuru
- Old Boy
- Oruchuban Ebichu
- Our Colors
- Tsugumomo
- Orange